# هاميش هاي
هاميش هاي (بالإنجليزية: Hamish Hay)‏ هو سياسي نيوزيلندي، ولد في 8 ديسمبر 1927، وتوفي في 7 سبتمبر 2008. انتخب عمدة كرايستشرش ‏.